# Nullosetigera impar
Nullosetigera impar är en kräftdjursart som först beskrevs av Farran 1908.  Nullosetigera impar ingår i släktet Nullosetigera och familjen Nullosetigeridae. Inga underarter finns listade i Catalogue of Life.